# Plażowe Igrzyska Azjatyckie 2012
III Plażowe Igrzyska Azjatyckie były rozgrywane w chińskim mieście Haiyang w dniach 16 - 22 czerwca 2012 r.

## Dyscypliny
| - Kabaddi plażowe (szczegóły) (2) - Koszykówka (szczegóły) (2) - Motoparalotniarstwo (szczegóły) (4) - Narciarstwo wodne (szczegóły) (4) - Piłka nożna plażowa (szczegóły) (1) | - Piłka ręczna plażowa (szczegóły) (2) - Sepak takraw plażowy (szczegóły) (4) - Siatkówka plażowa (szczegóły) (2) - Smocze łodzie (szczegóły) (6) | - Woodball (szczegóły) (4) - Wrotkarstwo szybkie (szczegóły) (8) - Wspinaczka sportowa (szczegóły) (8) - Żeglarstwo (szczegóły) (2) |

## Uczestnicy
43 z 45 krajów Azji uczestniczyło w tych igrzyskach. Wyjątek stanowią Korea Północna i Mjanma, których przedstawiciele uczestniczyli w ceremonii otwarcia. Sportowcy z Kuwejtu startowali pod flagą olimpijską i nazwą Niezależni Sportowcy Olimpijscy, ponieważ Kuwejcki Komitet Olimpijski został w styczniu 2010 zawieszony, z powodu ingerencji politycznej.
| - Afganistan (34) - Arabia Saudyjska (5) - Bahrajn (25) - Bangladesz (15) - Bhutan (4) - Brunei (6) - Chiny (160) - Chińskie Tajpej (40) - Filipiny (33) - Hongkong (80) - Indie (64) - Indonezja (106) - Irak (10) - Iran (23) - Japonia (82) | - Jemen (4) - Jordania (7) - Kambodża (4) - Katar (31) - Kazachstan (6) - Kirgistan (4) - Korea Południowa (43) - Laos (5) - Liban (10) - Makau (34) - Malediwy (8) - Malezja (24) - Mongolia (29) - Nepal (17) | - Niezależni Sportowcy Olimpijscy (Kuwejt) (29) - Oman (24) - Pakistan (18) - Palestyna (15) - Singapur (2) - Sri Lanka (32) - Syria (10) - Tadżykistan (4) - Tajlandia (160) - Timor Wschodni (6) - Turkmenistan (23) - Uzbekistan (1) - Wietnam (89) - Zjednoczone Emiraty Arabskie (10) |

## Kalendarz
| OC | Ceremonia otwarcia | ● | Rozgrywki | 1 | Finały | CC | Ceremonia zamknięcia |

| Czerwiec 2012        | 12 Wt | 13 Śr | 14 Czw | 15 Pi | 16 Sb | 17 Nd | 18 Pn | 19 Wt | 20 Śr | 21 Czw | 22 Pt | Złote medale |
| -------------------- | ----- | ----- | ------ | ----- | ----- | ----- | ----- | ----- | ----- | ------ | ----- | ------------ |
| Kabaddi plażowe      |       |       |        |       |       |       |       | ●     | ●     | ●      | 2     | 2            |
| Koszykówka           |       |       |        |       |       | ●     | ●     | 2     |       |        |       | 2            |
| Motoparalotniarstwo  |       |       |        |       |       | ●     | ●     | ●     | 4     |        |       | 4            |
| Narciarstwo wodne    |       |       |        |       |       |       |       |       | ●     | ●      | 4     | 4            |
| Piłka nożna plażowa  |       |       |        |       | ●     | ●     | ●     | ●     | ●     | 1      |       | 1            |
| Piłka ręczna plażowa |       |       |        |       | ●     | ●     | ●     | ●     | ●     | ●      | 2     | 2            |
| Spek takraw plażowy  |       |       |        |       | ●     | ●     | ●     | 2     | ●     | 1      | 1     | 4            |
| Siatkówka plazowa    | ●     | ●     | ●      | ●     | ●     | ●     | 2     |       |       |        |       | 2            |
| Smocze łodzie        |       |       |        |       |       | 2     | 2     | 2     |       |        |       | 6            |
| Woodball             |       |       |        |       |       |       | ●     | ●     | 2     | 2      |       | 4            |
| Wrotkarstwo szybkie  |       |       |        |       |       | 4     | 4     |       |       |        |       | 8            |
| Wspinaczka sportowa  |       |       |        |       |       | ●     | 4     | 2     | 2     |        |       | 8            |
| Żeglarstwo           |       |       |        |       |       | ●     | ●     | ●     | ●     | 2      |       | 2            |
| Razem złotych medali |       |       |        |       |       | 6     | 12    | 8     | 8     | 6      | 9     | 49           |
| Ceremonie            |       |       |        |       | OC    |       |       |       |       |        | CC    |              |
| Czerwiec 2012        | 12 Wt | 13 Śr | 14 Czw | 15 Pi | 16 Sb | 17 Nd | 18 Pn | 19 Wt | 20 Śr | 21 Czw | 22 Pt | Złote medale |